# Casa-fàbrica Alier
|  | No s'ha de confondre amb Ca l'Alier o Fàbrica de xarxes de Pere Alier. |

La casa-fàbrica Alier, coneguda també com a casa de la Torre, era un edifici als carrers del Pou de la Figuera i de Montanyans de Barcelona, inclòs al Catàleg de Patrimoni del 1979 i actualment desaparegut.

## Història i descripció

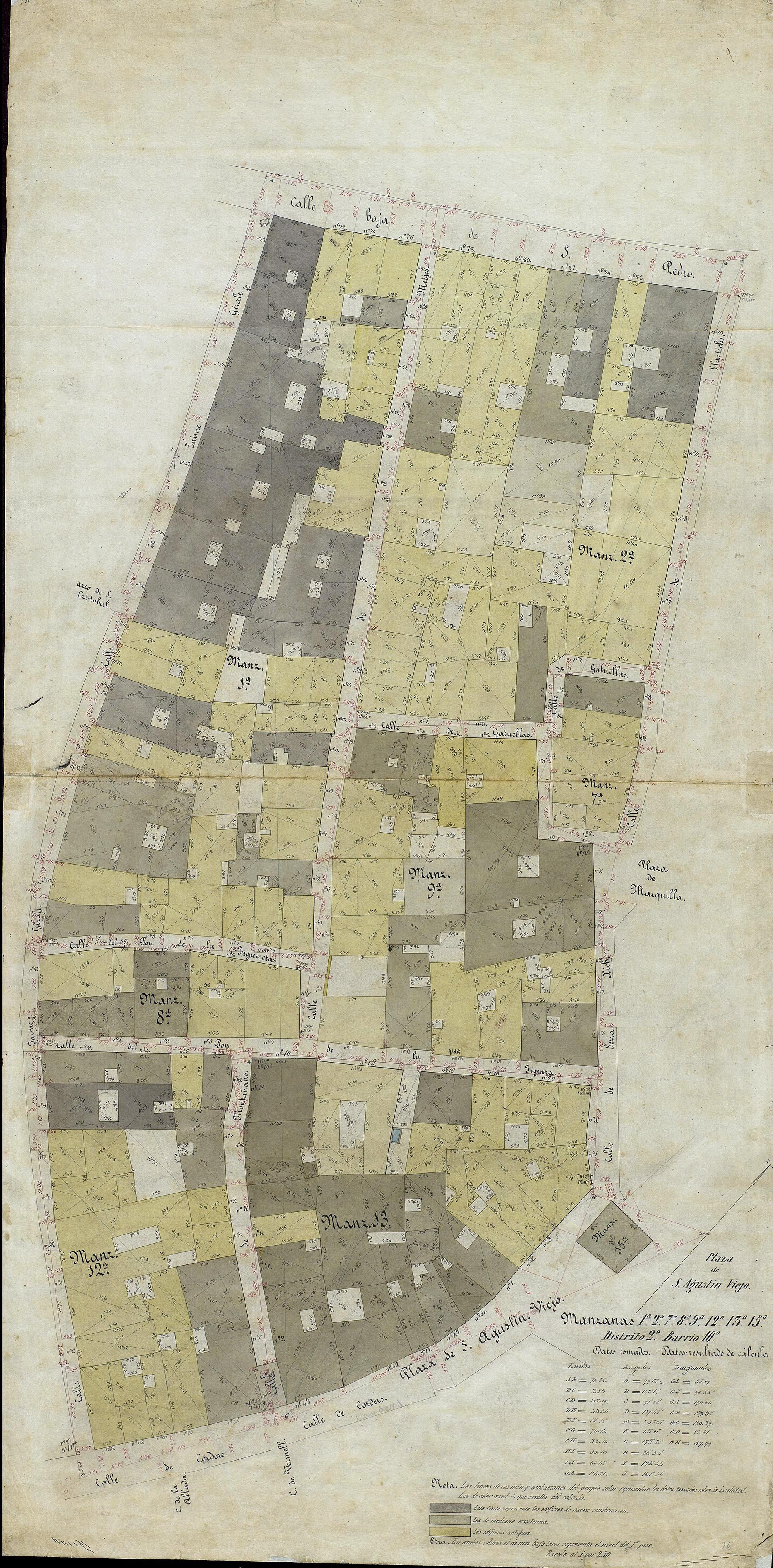
Quarteró núm. 26 de Garriga i Roca (c. 1860)

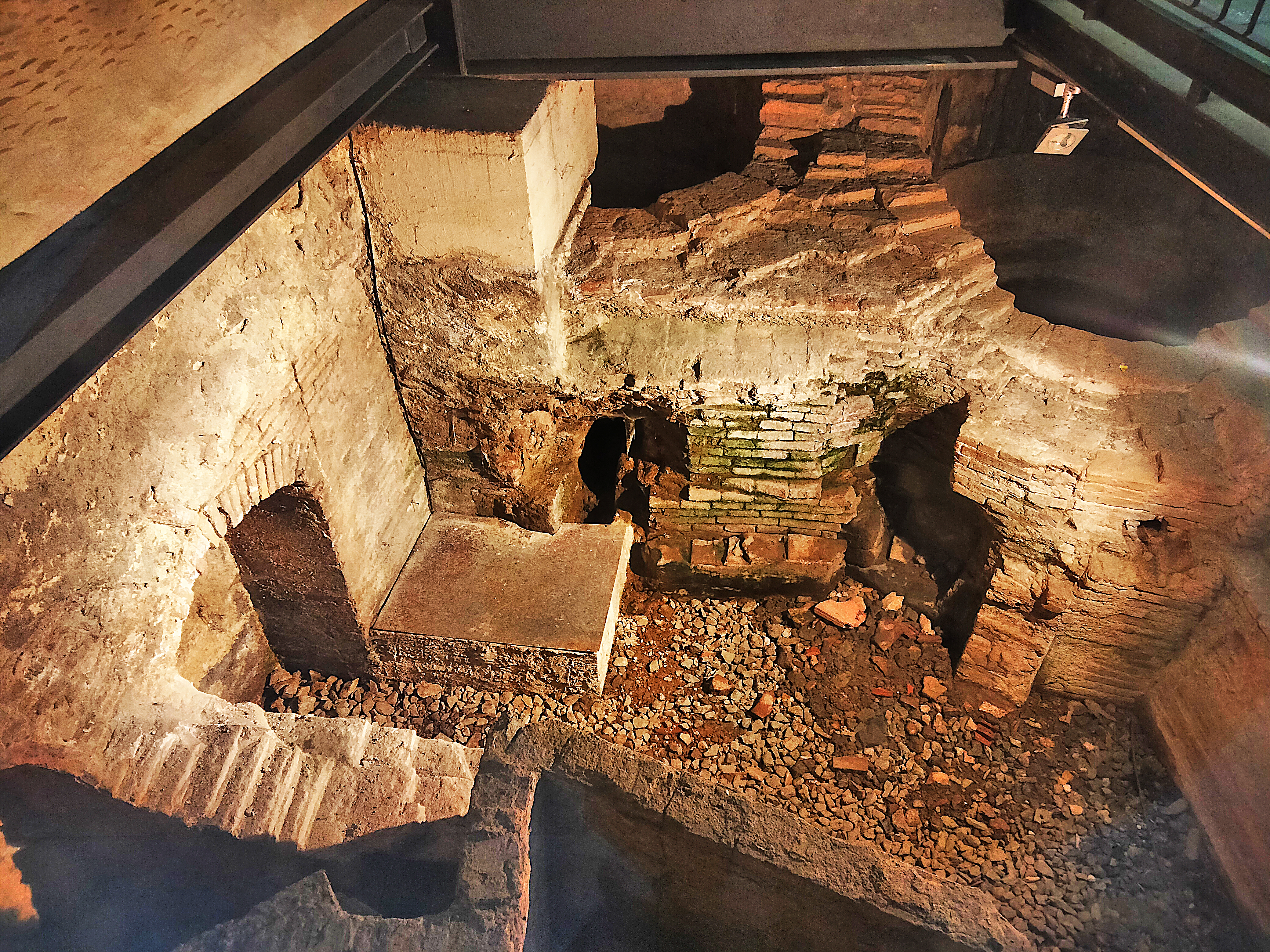
Restes de l'adoberia del carrer dels Tiradors, 1 bis

Andreu Alier i Cuadrado era membre d'una nissaga d'assaonadors a la que també pertanyien Miquel Creus (probablement el seu cunyat), i el seu fill Andreu Alier i Creus, que fou secretari del gremi de Pellaires. El 1844, va adquirir la finca a Rita Cuadros, vídua de Domènec Viladomat, per 3.900 lliures, i el 1845 la va fer reformar per a instal·lar-hi la seva adoberia de pells, segons el projecte de Francesc d'Assís Gallart. El 1853, la va fer reformar novament, aquest cop segons el projecte de l'arquitecte Carles Gras i Alfonso.
Es tractava d'una construcció de planta baixa i quatre pisos amb vestigis d'origen medieval, com una torre gòtica totalment desfigurada amb un portal adovellat als baixos.

### Adoberia del carrer dels Tiradors
El 1858, i per tal d'ampliar les seves instal·lacions, Alier va adquirir la finca del carrer dels Tiradors, 1 bis al promotor Josep Molins i Huguet per 500 duros de plata. A principis del segle xxi, fou enderrocada i una intervenció arqueològica va descobrir les restes de l'adoberia, que actualment són visibles a la planta baixa del nou edifici.